# Championnat du Cambodge de football 2012
Navigation
Édition précédente Édition suivante
La saison 2012 du Championnat du Cambodge de football est la vingt-huitième édition du championnat national de première division au Cambodge. Les dix meilleurs clubs du pays sont regroupés au sein d'une poule unique et s'affrontent deux fois au cours de la compétition, à domicile et à l'extérieur. Les quatre premiers du classement s'affrontent ensuite lors d'une phase finale à élimination directe pour déterminer le champion. En fin de saison, les deux derniers du classement sont relégués en D2.
C'est le club de Boeung Ket Rubber Field, promu de deuxième division, qui remporte à la surprise générale la compétition cette saison après avoir battu Nagacorp FC lors de la finale nationale. C'est le tout premier titre de champion du Cambodge de l'histoire du club.

## Les clubs participants
| - Boeung Ket Rubber Field - Promu de D2 - Build Bright United - Chhlam Samuth - Kirivong Sok Sen Chey - Nagacorp FC | - National Defense Ministry - National Police Commissary - Phnom Penh Crown - Preah Khan Reach - Western University - Promu de D2 |

## Compétition

### Classement
Le classement est établi sur le barème de points classique (victoire à 3 points, match nul à 1, défaite à 0).
Pour départager les égalités, on tient d'abord compte de la différence de buts générale, puis du nombre de buts marqués, puis des confrontations directes
| Rang | Équipe                     | Pts | J  | G  | N | P  | Bp | Bc | Diff |
| ---- | -------------------------- | --- | -- | -- | - | -- | -- | -- | ---- |
| 1    | Nagacorp FC                | 38  | 18 | 11 | 5 | 2  | 49 | 21 | +28  |
| 2    | Boeung Ket Rubber Field P  | 36  | 18 | 11 | 3 | 4  | 51 | 22 | +29  |
| 3    | Preah Khan Reach C         | 33  | 18 | 10 | 3 | 5  | 49 | 27 | +22  |
| 4    | National Police Commissary | 33  | 18 | 9  | 6 | 3  | 42 | 27 | +15  |
| 5    | Phnom Penh Crown T         | 27  | 18 | 8  | 3 | 7  | 39 | 30 | +9   |
| 6    | Build Bright United        | 27  | 18 | 8  | 3 | 7  | 24 | 29 | -5   |
| 7    | National Defense Ministry  | 23  | 18 | 6  | 5 | 7  | 24 | 27 | -3   |
| 8    | Kirivong Sok Sen Chey      | 17  | 18 | 4  | 5 | 9  | 22 | 28 | -6   |
| 9    | Chhlam Samuth              | 11  | 18 | 3  | 2 | 13 | 28 | 74 | -46  |
| 10   | Western University P       | 7   | 18 | 2  | 1 | 15 | 11 | 54 | -43  |

Qualification pour la phase finale
- 1er 2e 3e et 4e

Relégation
- 9e et 10e : relégation en deuxième division

Abréviations
T : Tenant du titre

C : Vainqueur de la Coupe du Cambodge 2013

P : Promus de Deuxième Division

### Playoffs
|  | Demi-finales         | Demi-finales   |                 |   | Finale | Finale |
|  | Demi-finales         | Demi-finales   |                 |   | Finale | Finale |
|  |                      |                |                 |   |        |        |
|  |                      |                |                 |   |        |        |
|  |                      |                |                 |   |        |        |
|  | (1) Nagacorp FC      | 3              |                 |   |        |        |
|  | (1) Nagacorp FC      | 3              |                 |   |        |        |
|  | (4) National Police  | 1              |                 |   |        |        |
|  | (4) National Police  | 1              | (1) Nagacorp FC | 1 |        |        |
|  |                      |                | (1) Nagacorp FC | 1 |        |        |
|  |                      | (2) Boeung Ket | 3               |   |        |        |
|  | (2) Boeung Ket       | (2) Boeung Ket | 3               | 4 |        |        |
|  | (2) Boeung Ket       |                |                 | 4 |        |        |
|  | (3) Preah Khan Reach | 1              |                 |   |        |        |
|  | (3) Preah Khan Reach | 1              |                 |   |        |        |

## Bilan de la saison
| Championnat du Cambodge de football 2012                             |                        |
| Champion                                                             | Boeung Ket (1er titre) |
| Qualifications continentales                                         |                        |
| Coupe du président de l'AFC 2013                                     | Boeung Ket             |
| Promotions et relégations                                            |                        |
| Promus en Championnat du Cambodge de football                        | Asia Europe University |
| Promus en Championnat du Cambodge de football                        | Senate Secretariat     |
| Relégués en Championnat du Cambodge de football de deuxième division | Chhlam Samuth          |
| Relégués en Championnat du Cambodge de football de deuxième division | Western University     |

## Statistiques

### Meilleurs buteurs
| Rang | Nom            | Club                       | Buts |
| ---- | -------------- | -------------------------- | ---- |
| 1    | Nwakuna Friday | Boeung Ket Rubber Field    | 20   |
| 2    | Nelson Oladiji | National Police Commissary | 19   |
| 3    | Choun Chum     | Nagacorp FC                | 17   |
| 4    | Bisan George   | Chhlam Samuth              | 11   |